# Maracanã (stadsdel)

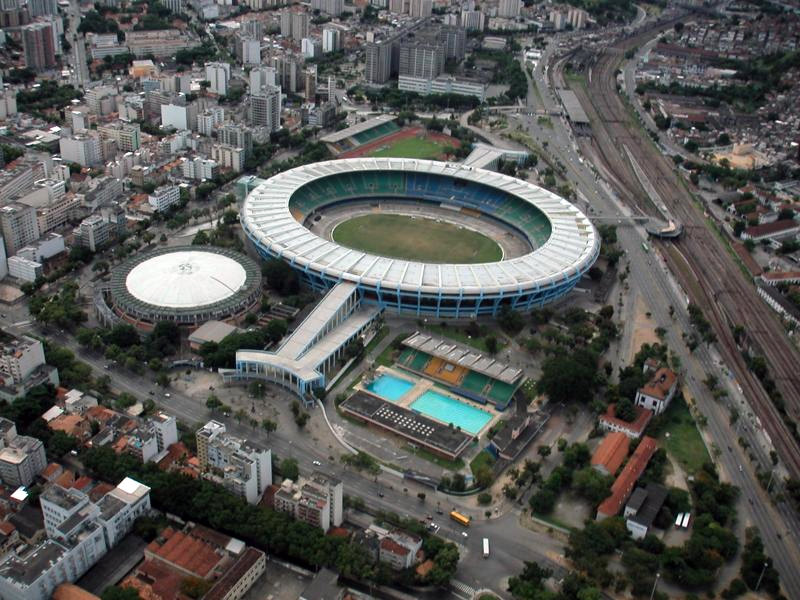
Maracanã-stadion

Maracanã ( UTTAL) är en stadsdel (bairro) i den norra zonen av Rio de Janeiro. I Maracanã finns bland annat Universidade do Estado do Rio de Janeiro (UERJ), som är ett av stadens största universitet, och fotbollsarenan med samma namn. Enligt folkräkningen år 2000 bor 27 319 personer i stadsdelen. 